# Fukuzawa Yukichi
En aquest nom japonès, el cognom és Fukuzawa.
Fukuzawa Yukichi (japonès: 福澤 諭吉, Osaka, 10 de gener de 1835- Tòquio, 3 de febrer de 1901) fou un escriptor i filòsof polític japonès, les idees del qual sobre el govern i les institucions socials van ser de gran influència al Japó durant l'Era Meiji.

## Biografia

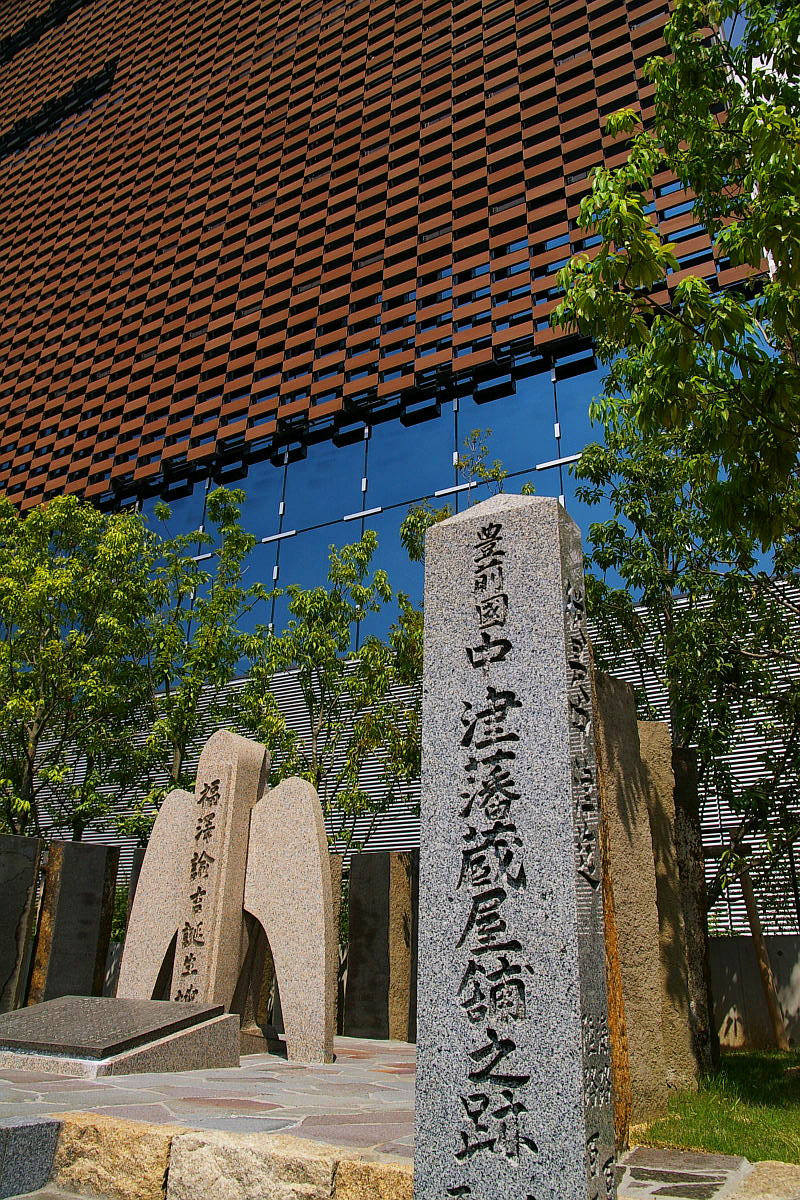
Monument al magatzem del clan Nakatsu a Hotarumachi on va néixer Fukuzawa Yukichi, ciutat d'Osaka, Japó.

Pertanyia a una família samurai de rang modest. La seva mare va enviudar quan ell era un bebè i van haver de viure en la pobresa. Als catorze anys, va ingressar a l'Escola d'estudis neerlandesos (Rangaku), i en 1853, poc després de l'arribada del comodor Matthew Perry al Japó, el seu germà (el patriarca de la família) li va demanar que viatgés a Nagasaki, on es trobava la colònia neerlandesa a Dejima. Se li va indicar que aprengués el neerlandès a fi i efecte d'estudiar el disseny dels canons europeus i les tècniques d'artilleria.
Si bé Fukuzawa va viatjar a Nagasaki, la seva estada va ser curta, ja que va descobrir que els erudits neerlandesos que hi havia allà treballaven amb informació antiquada. Va planejar viatjar a Edo per continuar amb els seus estudis allà, però tot just retornat a Osaka el seu germà el va persuadir perquè s'hi quedés i ingressés a l'escola Tekijuku, dirigida pel metge i erudit rangaku Ogata Koan. Va estudiar a l'Escola Tekijuku durant tres anys, i va arribar a dominar el neerlandès. En 1858, va ser designat professor oficial de neerlandès al domini de la seva família, (Nakatsu, Ōita) i va ser enviat a Edo per ensenyar als vassalls de la família residents allà.

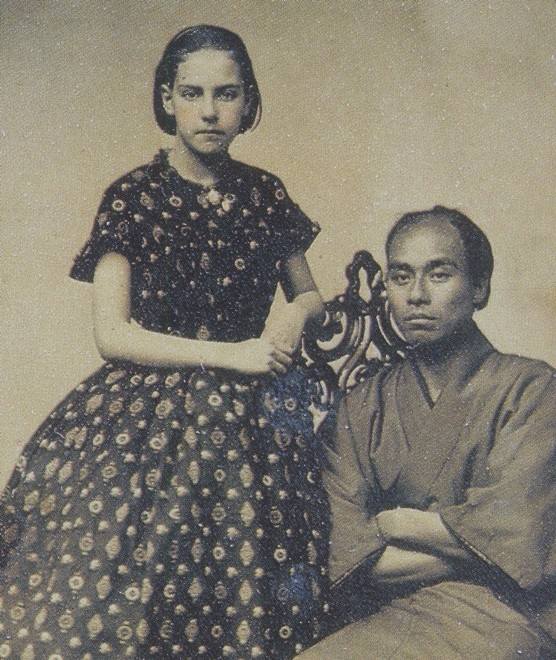
Fukuzawa Yukichi amb una jove d'un estudi fotogràfic de San Francisco, 1860.

L'any següent, Japó va obrir tres dels seus ports perquè fossin utilitzats per vaixells europeus i nord-americans, i Fukuzawa, intrigat per la cultura occidental, va viatjar a Kanagawa només per veure'ls. Quan va arribar, es va adonar que gairebé tots els mercaders europeus aquí presents parlaven anglès i no neerlandès. Va començar a estudiar l'anglès, una iniciativa força meritòria, ja que en aquella època els intèrprets d'anglès eren escassos i els diccionaris no existien. En conseqüència, el seu progrés va ser bastant lent.

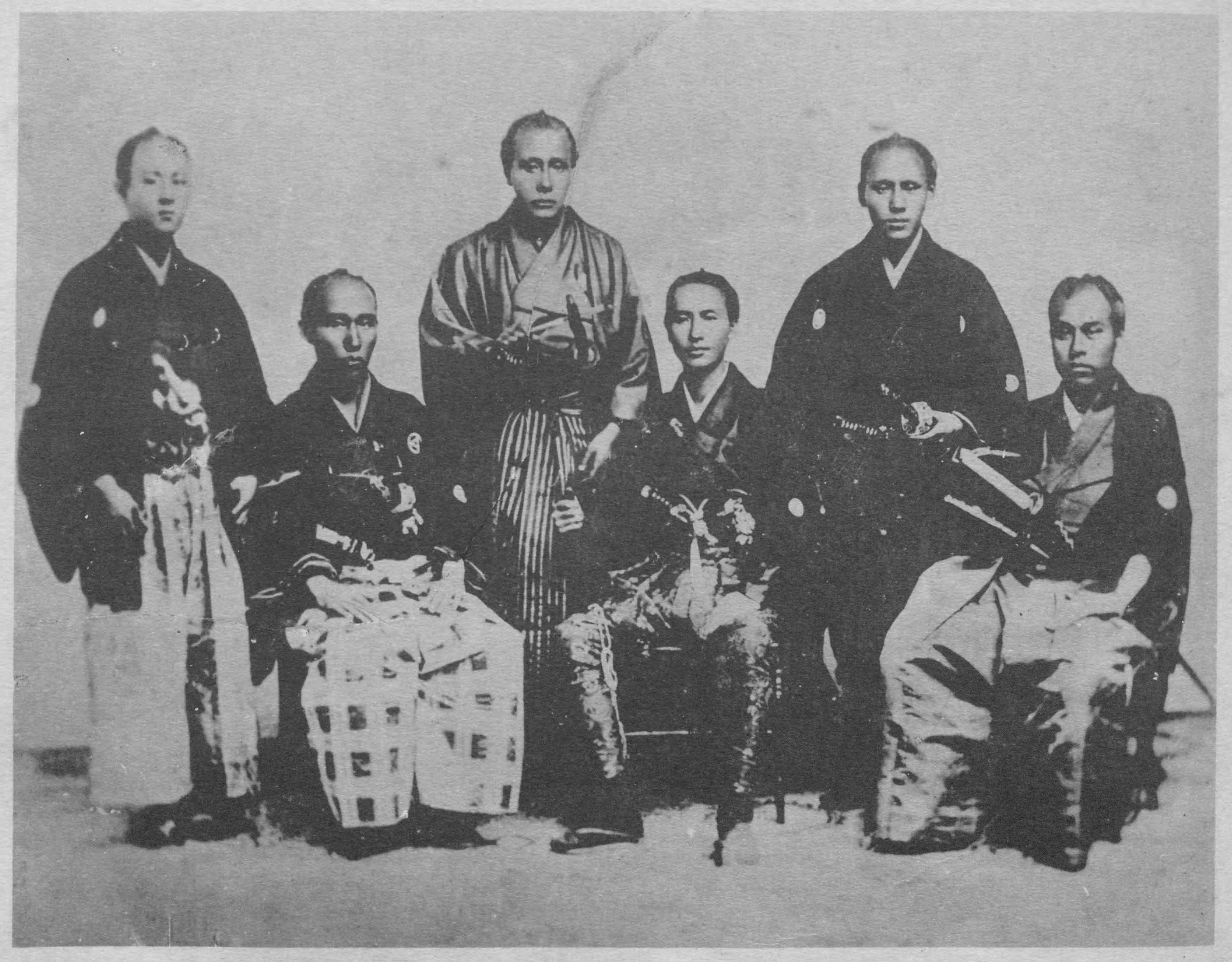
Mariners del Kanrin Maru amb els membres de l'Ambaixada del Japó als Estats Units (1860). Fukuzawa Yukichi s'asseu a la dreta.

El Shogunat Tokugawa va decidir enviar emissaris estatals del shogun als Estats Units, i Fukuzawa es va oferir com a voluntari a l'Almirall Kimura Yoshitake. Van arribar a San Francisco, Califòrnia en 1860, a bord del Kanrin Maru. La delegació es va quedar a la ciutat durant un mes. Mentre estava allà, Fukuzawa va trobar un exemplar del Diccionari Webster, amb el qual va començar a estudiar seriosament l'anglès. En tornar al Japó, el 1860, va esdevenir el traductor oficial del shogunat, i poc temps després va publicar el seu primer llibre, un diccionari anglès- japonès, que rebé el títol de "Kaei Tsūgo", i amb el qual va començar una sèrie de publicacions.
En 1862 va visitar Europa, com un dels dos traductors que van acompanyar la delegació de 40 homes enviada pel shōgun Tokugawa, i en 1867 va visitar de nou els Estats Units. Es va dedicar a recopilar informació durant aquells viatges, que més tard va usar per redactar la seva famosa obra Seiyo Jijo (Condicions a Occident), publicada en deu volums entre 1867 i 1870. Els llibres descrivien la cultura i institucions mitjançant termes senzills i fàcils d'entendre, raó per la qual va vendre molts exemplars. En poc temps, Fukuzawa va ser considerat com un preeminent expert sobre tot allò relacionat amb Occident, motiu pel qual va decidir que la seva missió en la vida era ensenyar als seus compatriotes noves formes de pensar, que al seu torn, enfortirien al Japó i li permetrien resistir l'amenaça de l'imperialisme europeu.

## Obres
Entre 1872 i 1876 va publicar en 17 volums la seva obra Gakumon no Susume. En aquests textos, Fukuzawa ressalta tant la importància de comprendre el principi d'igualtat com la importància de l'estudi (segons ell, l'estudi era la clau de la grandesa). Va ser un àvid defensor d'aquest últim aspecte, i conseqüentment va fundar la Universitat de Keiō.
També a Gakumon no Susume va expressar el seu principi més durador: la "independència nacional a través de la independència personal". Segons Fukuzawa, mitjançant la independència personal es creava una moral social autodeterminada, que inspiraria un sentit de fortalesa personal al poble japonès, i donaria lloc a la construcció d'una nació capaç de rivalitzar amb les altres. A més, sempre va predicar la revolució espiritual en lloc d'una vana imitació d'Occident.
Fukuzawa també va publicar molts assajos influents i treballs crítics, entre ells Bunmeiron no Gairyaku, un compendi publicat a 1875, en el qual detalla la seva pròpia teoria de la civilització. En ell afirmava que la civilització és relativa al temps i les circumstàncies, per mitjà de comparacions. Així, per exemple, la Xina era relativament civilitzada en comparació amb algunes colònies africanes, mentre que les nacions europees eren les més avançades, però, en aquella època.
Va ser criticat temps després per donar suport l'imperialisme japonès, fonamentalment per la seva actitud favorable cap a la Primera Guerra Sinojaponesa i pel seu assaig Datsu-A Ron, publicat el 1885. El fet que Fukuzawa adoptés aquestes postures fou per causa de les seves opinions sobre la modernització. Com molts dels seus amics del govern, ell creia que la modernització a l'Àsia només podia aconseguir-se a través de la força. Considerava tant a la Xina com a Corea països antiquats, amb principis arcaics i immutables que mai no podrien canviar pels seus propis mitjans, i que inevitablement no podrien suportar el poder de les nacions occidentals. Per això, Fukuzawa, que no volia que el Japó tingués una sort similar, els veia com a països decadents.

## Llegat

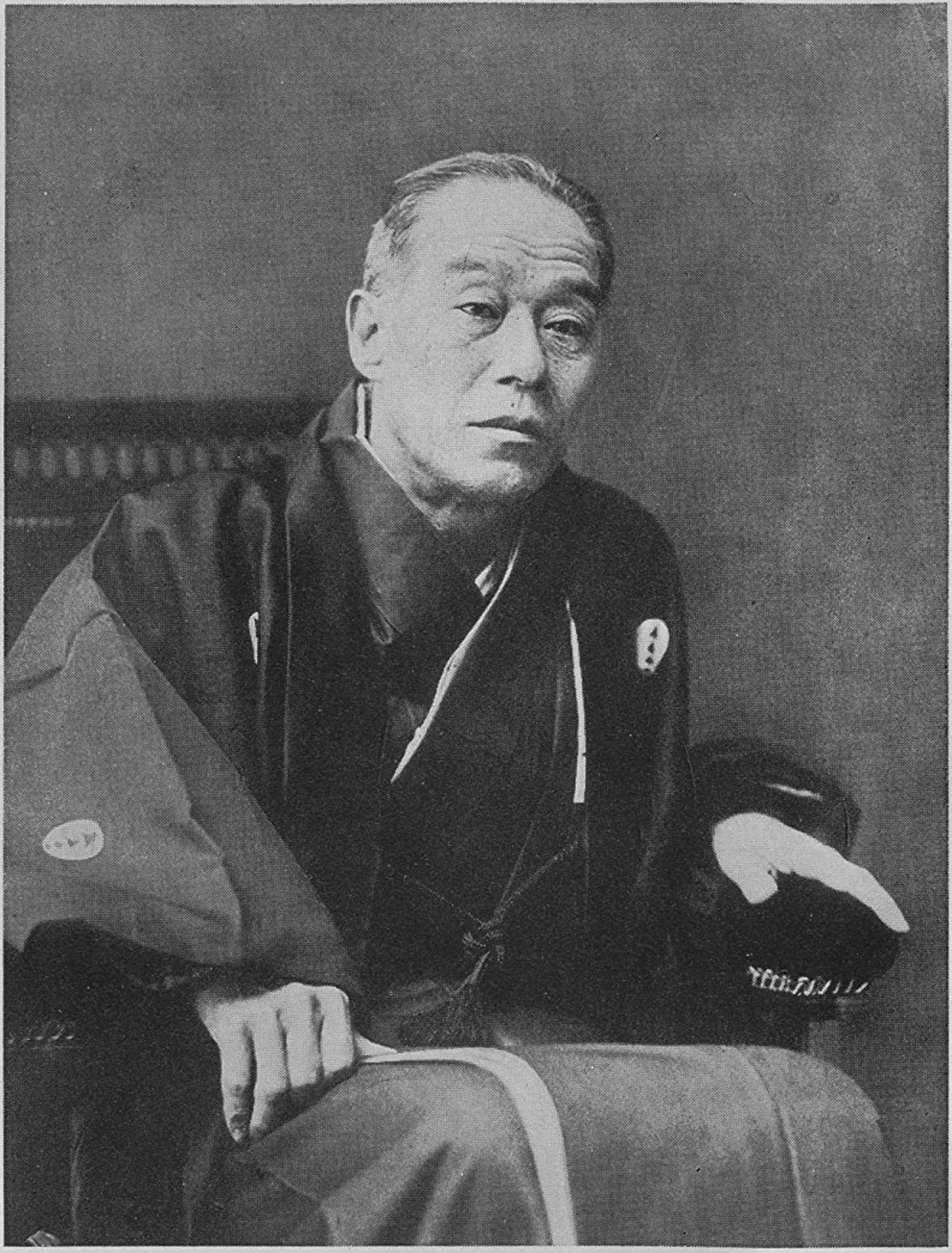
Fukuzawa Yukichi, 1901

Les idees de Fukuzawa sobre la fortalesa individual i el seu coneixement de la teoria política occidental, plasmades en els seus llibres, van ser determinants a l'hora de motivar al poble japonès perquè adoptés la modernització. Mai no va acceptar una posició governamental, i es va mantenir com un ciutadà comú durant tota la seva vida, i quan va morir, va ser reverenciat com un dels fundadors del Japó modern. També és considerat com un dels líders del moviment d'Il·lustració Meiji.
A més, la imatge de Fukuzawa Yukichi apareix en el bitllet de 10.000 iens. La seva antiga residència situada a Nakatsu, en la Prefectura d'Ōita, va ser designada com a patrimoni nacional, i és en l'actualitat una atracció turística.